# Resolució 1352 del Consell de Seguretat de les Nacions Unides
La Resolució 1352 del Consell de Seguretat de les Nacions Unides fou adoptada per unanimitat l'1 de juny de 2001. Després de recordar totes les resolucions anteriors sobre Iraq, incloses les resolucions 986 (1995), 1284 (1999) i 1330 (2000) relativa al Programa Petroli per Aliments, el Consell va ampliar les disposicions relatives a l'exportació de petroli iraquià o productes derivats del petroli per ajuda humanitària fins al 3 de juliol de 2001.
El Consell de Seguretat era convençut de la necessitat d'una mesura temporal per proporcionar assistència humanitària al poble iraquià fins que el govern de l'Iraq compleixi les disposicions de la Resolució 687 (1991) i havia distribuït l'ajuda a tot el país per igual. També va recordar el memoràndum d'entesa de 1996 entre les Nacions Unides i el govern iraquià.
Actuant sota el Capítol VII de la Carta de les Nacions Unides, el Consell va ampliar el programa Petroli per Aliments i va expressar la seva intenció de considerar nous arranjaments per millorar el flux de mercaderies i productes a l'Iraq (a part dels articles prohibits) i la facilitació del comerç civil i la cooperació econòmica amb Iraq. Els acords proposats també millorarien les mesures per evitar la venda o subministrament d'articles prohibits pel Consell i els fluxos d'ingressos fora del dipòsit fiduciari establert pel Consell.
Finalment, la resolució va declarar que les noves disposicions serien adoptades durant 190 dies a partir del 4 de juliol de 2001.